# Rudas Tamás
Rudas Tamás (Budapest, 1953. október 27. –) matematikus, statisztikus, szociológus, az ELTE Társadalomtudományi Kar egyetemi tanára.

## Életútja
Középiskolai tanulmányait a fővárosi Berzsenyi Dániel Gimnázium speciális matematika tagozatán végezte 1968 és 1972 között. 1973-tól az Eötvös Loránd Tudományegyetem Természettudományi Kar matematika szakán tanult, ahol 1978-ban kitüntetéses diplomát szerzett.
1978–1979-ben a Tömegkommunikációs Kutatóközpont Adatfeldolgozási Osztályának tudományos segédmunkatársaként kezdte meg pályafutását. 1979 és 1996 között az ELTE Bölcsészettudományi Kar Szociológiai Intézetének Módszertan Tanszékén dolgozott, 1985-ig tudományos munkatársként, 1985-től egyetemi adjunktusként. 1990-től a tanszék Matematikai Statisztikai Csoportját vezette, 1995–1996-ban egyetemi docensi beosztásban. 1991-ben létrehozta és 1996-ig irányította a survey statisztikai szakirányt. 1996-tól 1999-ig a Közép-európai Egyetem Alkalmazott Statisztikai Központjának igazgatója volt. 1999 és 2003 között az ELTE Szociológiai Intézetében dolgozott, 2001-ig igazgatóként és a Statisztika Tanszék alapító vezetőjeként. 2001-ben egyetemi tanári kinevezést kapott. 2003-ban megalapította és 2009-ig vezette az ELTE Társadalomtudományi Karát.
1989 óta számos amerikai, kanadai és európai egyetemen töltött be vendégprofesszori állást vagy tartott rövid kurzusokat; visszatérő előadó Washingtonban, Grazban és Ljubljanában. 2008-ban kinevezték a University of Washington külső egyetemi tanárává.
1985-ben egyetemi doktori címet, 1994-ben kandidátusi fokozatot szerzett matematikából. 2000-ben habilitált szociológiából. 2003 óta a Magyar Tudományos Akadémia doktora.

## Munkássága
Kutatóként elsősorban a szociológia matematikai statisztikai módszereinek fejlesztésével foglalkozik. Témái közé tartozik a hiányos adatállományok elemzése, a keresztosztályozott adatok struktúrája és a survey-módszertan. Új kutatási irányokat alapoztak meg a keverék illeszkedési mértékekkel és a kontingenciatáblák marginális modelljeivel kapcsolatos eredményei, amelyeket a társadalmi mobilitási és státuselérési folyamatok vizsgálatában, az oktatás hatékonyságát mérő eljárások fejlesztésében és a választási csalások kutatásában alkalmaznak. Hazánkban az elsők között használt többváltozós statisztikai módszereket kérdőíves adatok elemzésénél. 1986 és 1992 között vezetésével fejlesztették ki a DISTAN nevű statisztikai programcsomagot.
1979 óta több mint százharminc publikációja látott napvilágot, amelyekre a szakirodalomban több mint ezerszer hivatkoztak. Publikációit a hazai szaklapok mellett a legrangosabb külföldi szociológiai módszertani és matematikai statisztikai folyóiratai (például az Annals of Statistics, a Journal of the Royal Statistical Society, a Sociological Methodology és a Quality and Quantity) közlik. Magyar és angol nyelvű monográfiáit, tankönyveit Magyarországon és külföldön egyaránt használják. Közel száz hazai és külföldi tudományos konferencián adott elő.

## Társasági tagságai
1993 és 2002 között az MTA Statisztikai Bizottságának tagja volt. 2012 óta az MTA Szociológiai Tudományos Bizottságának és Statisztikai Tudományos Albizottságának tagja. 2010-ben a European Academy of Sociology tagjává választották. 2004 és 2008 között a European Association of Methodology főtitkára, 2012 és 2014 között elnöke volt.

## Díjai, elismerései
1998-ban elnyerte Magyar Szociológiai Társaság Erdei Ferenc-díját, 2013-ban Angelusz Róbert Egyetemi Oktatói Díját. 1999 és 2002 között Széchenyi professzori ösztöndíjban részesült. 2009-ben az Eötvös Loránd Tudományegyetem Arany Emlékéremmel tüntette ki. 2011-ben Akadémiai Díjat kapott.

## Főbb művei
- Empirikus problémamegoldás a szociológiában. Budapest, 1988, Országos Műszaki Információs Központ és Könyvtár. (Kolosi Tamással)
- Hogyan olvassunk közvéleménykutatásokat? Budapest, 1998, Új Mandátum.
- Odds Ratios in the Analysis of Contingency Tables. Thousand Oaks, 1998, SAGE Publications Inc.
- Probability Theory. A Primer. Thousand Oaks, 2004, SAGE Publications Inc.
- Közvéleménykutatás. Értelmezés és kritika Budapest, 2006, Corvina.
- Handbook of Probability: Theory and Applications. Thousand Oaks, 2008, SAGE Publications Inc. (szerk.)